# Aus fremden Zungen
Aus fremden Zungen war eine deutschsprachige Literaturzeitschrift, die Erstveröffentlichungen von belletristischen Texten  fremdsprachiger Autoren enthielt und von 1891 bis 1910 erschien.

## Geschichte
1891 gab der sehr aktive Zeitschriftenbibliograph Joseph Kürschner die ersten Ausgaben der Halbmonatsschrift Aus fremden Zungen in der Deutschen Verlags-Anstalt heraus. Darin waren Novellen und Fortsetzungsromane fremdsprachiger Autoren enthalten, die vorher im deutschen Übersetzungen noch nicht erschienen waren.
In den folgenden Jahren gab es wechselnde Herausgeber  und Chefredakteure. 
Zu den Autoren gehörten auch bekannte Schriftsteller wie Émile Zola.
Von 1910 sind die letzten Hefte bekannt, die zuletzt in wöchentlichen Abständen erschienen.